# 奥贝泰克
奥贝泰克（Apotex Inc.）是一家加拿大制药公司，由巴里·谢尔曼成立于1974年。它是加拿大最大的仿制药生产商，从雇员数量来看也是加拿大最大制药商之一。

## 历史
它由巴里·谢尔曼成立于1974年，1990年代中期已经占据40%的加拿大仿制药市场，2007年收购比利时制药商Topgen ESV，进入欧洲市场。